# Maria Antonia Cons y Benedicto
Maria Antonia Cons y Benedicto e non Cous y Benedicto come attestato in alcune fonti (Saragozza, XVIII secolo – Cervera, luglio 1770) è stata una tipografa spagnola.

## Biografia
Figlia di Felipe Cons e Josefa Benedicto, sposa nel 1735 il tipografo Manuel Ibarra y Marín. Dall'unione nascono nove figli (ma solo Antonia e María Buenaventura continueranno l'attività intrapresa dal padre). Nel 1757, alla morte del marito, Maria Antonia prosegue il suo impegno nella tipografia a servizio dell'Università di Cervera benché dal 1764 al 1768 l'istituzione la allontani per poi reintegrala fino alla morte avvenuta nel luglio del 1770. Con la scomparsa del marito, di fatto la tipografa continua una attività alla quale era stata introdotta dal coniuge, poiché non risulta che la famiglia di provenienza avesse relazioni con il contesto tipografico. A tale attività avvia progressivamente le due figlie che si formano pertanto direttamente nell'atelier. Quando nel 1766 María Buenaventura muore, è la sorella maggiore Antonia a rimanere l'unica erede dell'impresa che inizia a condurre in totale solitudine all'età di trentuno anni.
Va evidenziato che il cognome Cons, con il quale è talvolta citata, non è corretto.

## Edizioni stampate
Le quasi settanta edizioni stampate durante la sua vedovanza sono siglate con diverse diciture: "en la imprenta de la Universidad, por Antonia Ibarra viuda", "en la estampa de la RL. Universitat, per Antonia Ibarra viuda", "en la Estampa de la Real Universitat, per Antonia Ibarra viuda", "en la imprenta de la Real Universidad", "en la Imprenta de la Real y Pontificia Vniversidad", "por acuerdo de la Vniversidad y en su imprenta por Antonia Ibarra viuda", "typis Acad., apud Antoniam Ibarra viduam", "typis academicis, apud Mariam Antoniam Ibarra", "typis Academicis apud Antoniam Ibarra, viduam", "Ex Typ. Pont. ac Reg. Vniversitat", "ex officina Pont. ac Reg. Gym. per Antoniam Ibarra viduam", "Pont. ac Reg. Vniversitatis".
Si tratta di edizioni prevalentemente ad uso dei docenti e degli studenti dell'Università che rispecchiano una continuità produttiva con quanto stampato dal marito.